# Watermael-Boitsfort/Watermaal-Bosvoorde
Watermael-Boitsfort (französisch) oder Watermaal-Bosvoorde (niederländisch) ist eine von 19 Gemeinden der zweisprachigen Region Brüssel-Hauptstadt in Belgien. Die Gemeinde hat 25.295 Einwohner (1. Januar 2024) auf 12,9 Quadratkilometern. Sie liegt im Süden der Hauptstadtregion und grenzt an die Gemeinden Uccle/Ukkel, Brüssel, Ixelles/Elsene und Auderghem/Oudergem. Die Gemeinde ist ein Wohnstandort und liegt am Forêt de Soignies/Zoniënwoud, dem Stadtwald im Süden Brüssels.
Die beiden Tumuli im Forêt de Soignes liegen in dem 11 Hektar großen Wald, südwestlich der Stadt.

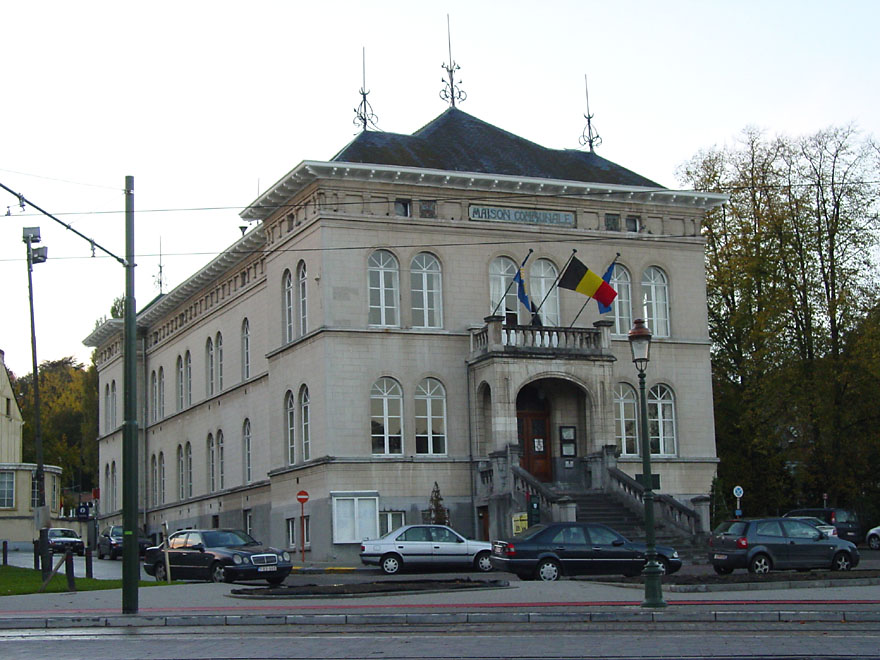
Gemeindehaus von Watermael-Boitsfort/Watermaal-Bosvoorde
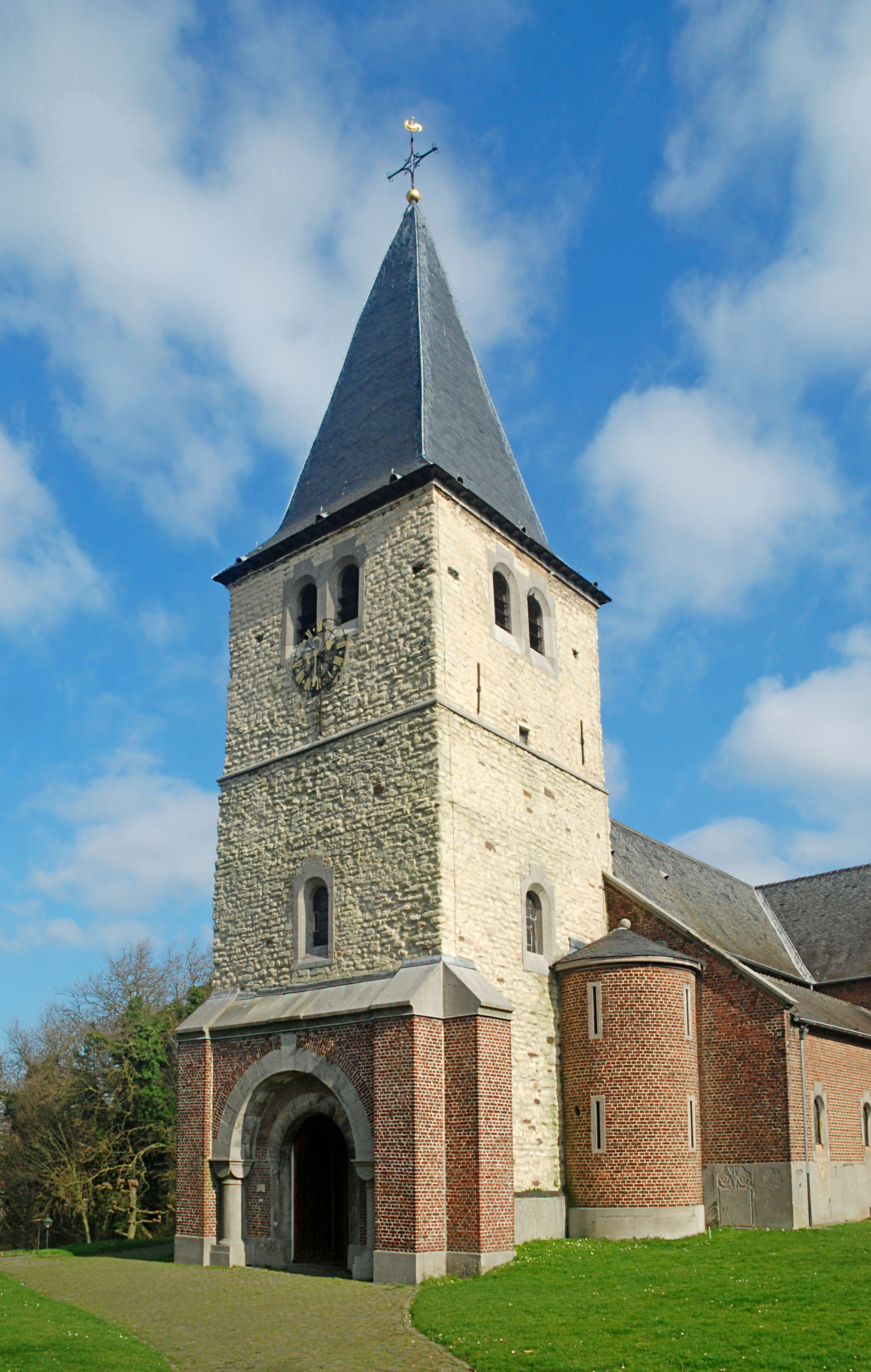
St.-Clemens-Kirche
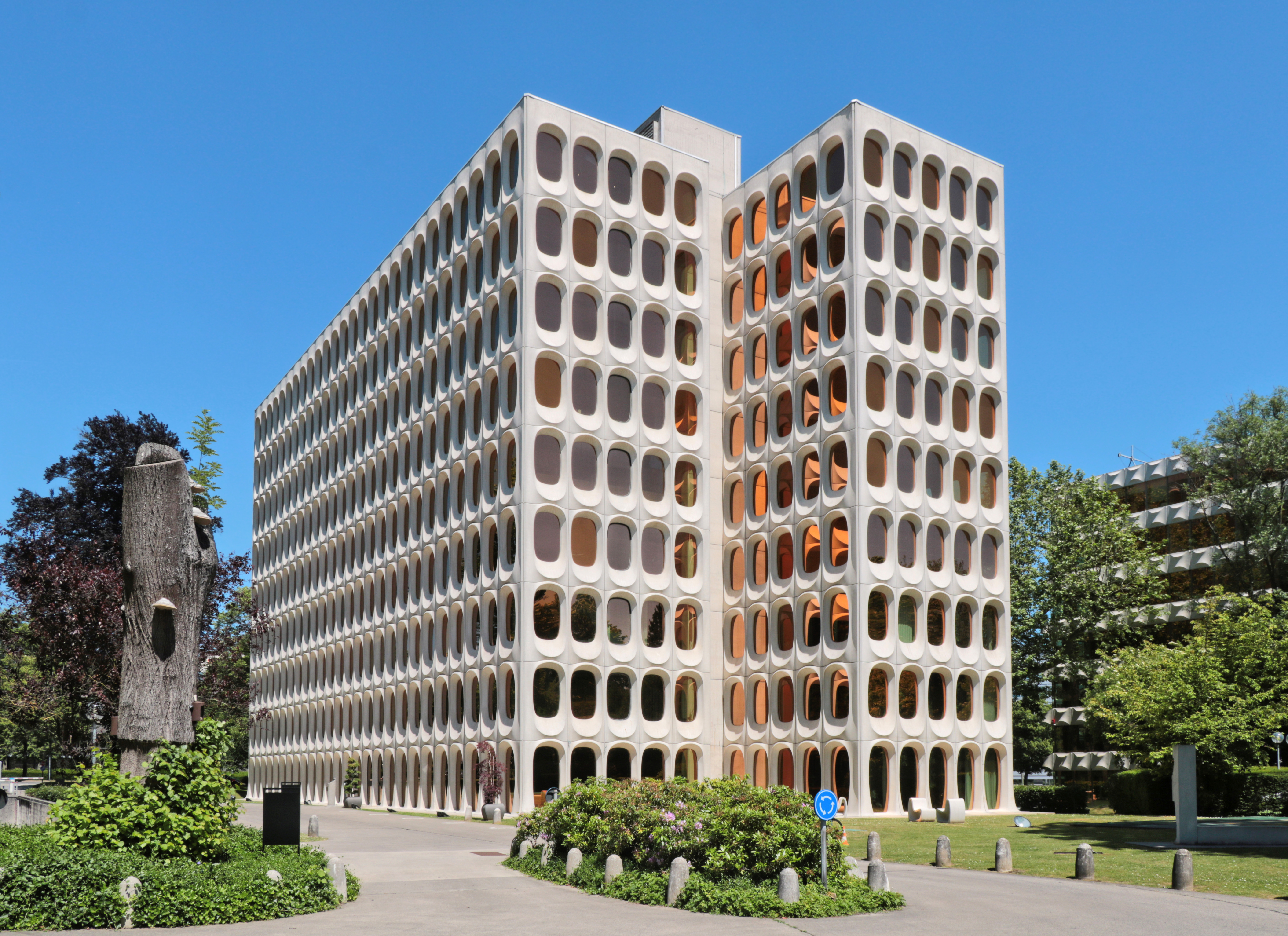
CBR-Gebäude

## Verkehr
Die Gemeinde verfügt über drei Bahnhöfe auf ihrem Gebiet (Arcades, Watermaal / Watermael und Bosvoorde / Boitsfort), die von einzelnen IC-Zügen sowie von den Linien S5 und S8 der S-Bahn Brüssel angefahren werden. Die Tramlinie 8 stellt eine weitere Verbindung Richtung Innenstadt und der Metro dar. Zahlreiche Buslinien sorgen für die Feinerschließung.

## Partnerstädte
Partnerstadt von Watermael-Boitsfort ist in Frankreich die Gemeinde Chantilly.

## Söhne und Töchter der Gemeinde
- Willy Coppens (1892–1986), Jagdpilot
- Raymond Chevreuille (1901–1976), Komponist
- Jean Ferrard (* 1944), Organist
- Jacques Simonet (1963–2007), Politiker
- Luc Winants (1963–2023), Schachgroßmeister
- Stéphane Demol (1966–2023), Fußballspieler und -trainer